# Petrus Borel
Petrus Borel (pseudonimo di Pierre Borel d'Hauterive, detto anche "il licantropo"; Lione, 30 giugno 1809 – Mostaganem, 17 luglio 1859) è stato uno scrittore, letterato e poeta francese.

## Biografia
Figlio di un monarchico ridotto in miseria dal periodo della Rivoluzione.
Architetto di formazione, entrò in disaccordo con la società a lui contemporanea e divenne uno dei petits romantiques, con Nerval, Philothée O'Neddy, Xavier Forneret, Aloysius Bertrand e Gautier e quindi partecipò attivamente ad un grande periodo storico culturale, quello che dalla stagione del manifesto romantico di Victor Hugo sfocerà nei moti rivoluzionari del 1848.
Visse in povere soffitte, incarnando la tipica figura del letterato parigino dell'età di Luigi Filippo di Francia.
Si diede dapprima all'architettura, al disegno, poi alla letteratura e al giornalismo. Nel 1846 partì per l'Algeria, dove fu inizialmente funzionario, grazie alle intercessioni della scrittrice Delphine Gay de Girardin, moglie dell'editore Girardin, e poi contadino.
Ha conosciuto una gloria postuma grazie ai surrealisti e ad André Breton, i quali fecero uscire dall'oblio le sue opere che sembravano rivoluzionarie per quegli artisti.
Tra tutti gli esponenti del suo gruppo, Borel parve il più estremista, il più portato a realizzare opere atte a colpire l'attenzione grazie agli ingredienti di orrore, truculenza e satanismo, elementi che poi influenzarono Baudelaire. Ma nonostante le numerose pubblicazioni di suoi libri, faticò ad uscire da uno stato di povertà.
La sua traduzione in francese di Robinson Crusoe di Daniel Defoe è considerata ancora oggi come la migliore mai realizzata.
Attualmente è considerato come il rappresentante per eccellenza del Frenetismo.

## Edizioni italiane
Nel 1987 a cura di Teresa Campi esce Dina, la bella ebrea, uno dei racconti del libro Champavert le Lycantrope. Contes immoraux che sarà pubblicato nel 1989 tradotto da Ines Romeo. Si tratta di un'opera formata da sette racconti, tra cui Dina, la bella giudea, dove in quarta di copertina troviamo scritto, tra le altre informazioni e valutazioni di presentazione: «Definito da Mario Praz un precursore di Lautréamont (ma certo anche un accostamento a Poe non sarebbe del tutto fuori luogo) Pétrus Borel (...) si colloca nella cerchia di scrittori della prima ondata romantica (...) influenzati da Sade e accomunati dall'intuizione della preminenza del male». Nella stessa presentazione si legge come una sotterranea ironia sia basilare nei suoi racconti attenuandone così la tensione.

## Opere
- Dina, la bella ebrea, Roma, Lucarini, 1987.
- Racconti immorali, Milano, SugarCo Edizioni S.r.l, 1989.